# 46-й моторизований корпус (Третій Рейх)
XXXXVI-й (46-й) моторизо́ваний ко́рпус (нім. XXXXVI. Armeekorps (mot.) — моторизований корпус Вермахту за часів Другої світової війни.

## Історія
XXXXVI-й моторизований корпус був сформований 25 жовтня 1940 року шляхом перейменування 46-го армійського корпусу. 14 червня 1942 корпус переформований на 46-й танковий корпус.

## Райони бойових дій
- Німеччина (жовтень 1940 — квітень 1941);
- Угорщина та Югославія (квітень — травень 1941);
- Генеральна губернія (травень — червень 1941);
- СРСР (центральний напрямок) (червень 1941 — червень 1942).

## Командування

### Командири
- генерал танкових військ Генріх фон Фітингоф (нім. Heinrich von Vietinghoff) (25 жовтня 1940 — 14 червня 1942).

## Бойовий склад 46-го моторизованого корпусу
Формування забезпечення та підтримки
- 101-ше артилерійське командування (Arko 101),
- 446-те управління корпусного постачання (Korps-Nachschubtruppen 446);
- 446-й танковий корпусний батальйон зв'язку (Panzerkorps Nachrichten-Abteilung 446);
- 446-й моторизований загін фельджандармерії (Feldgendarmerie Trupp (mot.) 446);
- 446-й моторизований топографічний відділ корпусу (Korps Kartenstelle (mot.) 446);
- 446-й Східний батальйон (Ost Bataillon 446);
- 446-й корпусний кулеметний батальйон (Korps MG Bataillon 446)

- 3-тя моторизована дивізія (3. Infanterie-Division (mot.);
- 18-та моторизована дивізія (18. Infanterie-Division (mot.);
- 14-та танкова дивізія (14. Panzer-Division);
- 18-та танкова дивізія (18. Panzer-Division).

- 3-тя моторизована дивізія;
- 18-та моторизована дивізія;
- 3-тя танкова дивізія (3. Panzer-Division);
- 12-та танкова дивізія (12. Panzer-Division);
- 14-та танкова дивізія;
- 18-та танкова дивізія.

- 3-тя моторизована дивізія;
- 18-та моторизована дивізія;
- 3-тя танкова дивізія;
- 12-та танкова дивізія;
- 18-та танкова дивізія.

- 16-та моторизована дивізія (16. Infanterie-Division (mot.);
- 8-ма танкова дивізія (8. Panzer-Division);
- 14-та танкова дивізія.

- 10-та танкова дивізія (10. Panzer-Division);
- моторизована дивізія СС «Дас Райх» (SS-Division "Reich" (mot.));
- Моторизований полк «Гроссдойчланд» (Infanterie-Regiment (mot) «Großdeutschland»).

- 1-ша кавалерійська дивізія (1. Kavallerie-Division);
- моторизована дивізія СС «Дас Райх».

- 252-га піхотна дивізія (252. Infanterie-Division);
- 5-та танкова дивізія (5. Panzer-Division);
- 11-та танкова дивізія (11. Panzer-Division).

- моторизована дивізія СС «Дас Райх»;
- 5-та танкова дивізія;
- 11-та танкова дивізія;
- Частини 10-ї танкової дивізії.

- 1-ша танкова дивізія (1. Panzer-Division);
- 86-та піхотна дивізія (86. Infanterie-Division);
- кавалерійська бригада СС (SS-Kavallerie-Brigade).

- моторизована дивізія СС «Дас Райх»;
- 14-та моторизована дивізія (14. Infanterie-Division (mot.);
- 206-та піхотна дивізія (206. Infanterie-Division);
- 251-ша піхотна дивізія (251. Infanterie-Division).

- моторизована дивізія СС «Дас Райх»;
- 14-та моторизована дивізія;
- 206-та піхотна дивізія;
- 251-ша піхотна дивізія;
- Частини:
  - 129-ї піхотної дивізії (129. Infanterie-Division);
  - 216-ї піхотної дивізії (216. Infanterie-Division);
  - 328-ї піхотної дивізії (328. Infanterie-Division).

- 5-та танкова дивізія;
- 15-та піхотна дивізія (15. Infanterie-Division);
- 23-тя піхотна дивізія (23. Infanterie-Division).

- 5-та танкова дивізія;
- 23-тя піхотна дивізія.